# Бандх
Бандх (хинди बंद, «закрытый») — кампания гражданского неповиновения в Южной Азии (Индия, Непал). Часто, когда речь идёт о забастовке в Непале или Индии, имеется в виду именно бандх. Обычные забастовки называются харталами, хотя в странах, где бандхи запрещены (например, такой запрет пытался ввести в 1998 г. Верховный суд Индии), они также могут называться харталами.
Отличие в том, что при бандхе принудительно прекращается всякая деловая активность и движение транспорта, работа предприятий и учреждений района, вне зависимости от того, участвуют ли в забастовке их работники. Затрагиваются в первую очередь частные магазины и общественный транспорт. Бандх объявляется сообществом или политической партией.